# 西點 (加利福尼亞州)
西點（英語：West Point）是位於美國加利福尼亞州卡拉韋拉斯縣的一個人口普查指定地區。

## 地理
西點的座標為38°23′57″N 120°31′39″W / 38.39917°N 120.52750°W，而該地最高點為海拔高度844米（即2769英尺）。

## 人口
根據2010年美國人口普查的數據，西點的面積為9.632平方千米，當中陸地面積為9.632平方千米，而水域面積為0.000平方千米。當地共有人口674人，而人口密度為每平方千米69人。